# Liste von Höhlen in Namibia
Dies ist eine Liste von Höhlen in Namibia, d. h. alle im Namibian Cave Register aufgeführten Höhlen.

## Höhlen

### RegionErongo
| Höhle              | Foto | Ausmaße                                    | Anmerkungen     |
| ------------------ | ---- | ------------------------------------------ | --------------- |
| Buschmann-Paradies |      |                                            | Nationaldenkmal |
| Etemba-Höhle       |      |                                            |                 |
| Gifgat (Batshole)  |      |                                            |                 |
| Gifgat 2           |      |                                            |                 |
| Hein-Höhle         |      |                                            |                 |
| Honeb As           |      |                                            |                 |
| Husab-Höhle        |      |                                            |                 |
| Nooitgedacht       |      |                                            |                 |
| Nooitgedacht 3     |      |                                            |                 |
| Nooitgedacht 4     |      |                                            |                 |
| Paula-Höhle        |      |                                            | Nationaldenkmal |
| Phillips-Höhle     |      | 15 Meter tief, 35 Meter lang, 7 Meter hoch | Nationaldenkmal |
| Rössing-West       |      |                                            |                 |

### RegionHardap
| Höhle        | Foto | Ausmaße | Anmerkungen |
| ------------ | ---- | ------- | ----------- |
| Kopsjopgrot  |      |         |             |
| Marckerhöhle |      |         |             |
| Neuras Hoab  |      |         |             |
| Vallegrot    |      |         |             |

### RegionǁKharas
| Höhle                   | Foto | Ausmaße | Anmerkungen |
| ----------------------- | ---- | ------- | ----------- |
| Apollo-11-Höhle         |      |         |             |
| Bogenfels-Höhlenschwarm |      |         |             |
| Eberlanzhöhle           |      |         |             |
| Gamkab                  |      |         |             |
| Grotten-Insel           |      |         |             |
| Mara                    |      |         |             |
| Torbogen-Bucht          |      |         |             |
| Wolwegrot               |      |         |             |

### RegionKhomas
| Höhle        | Foto | Ausmaße | Anmerkungen            |
| ------------ | ---- | ------- | ---------------------- |
| Arnhem-Höhle |      |         | längste Höhle Namibias |
| Bih          |      |         |                        |
| Gauab As     |      |         |                        |
| Naos         |      |         |                        |

### RegionKunene
| Höhle                     | Foto | Ausmaße | Anmerkungen |
| ------------------------- | ---- | ------- | ----------- |
| Achawachab                |      |         |             |
| Aikab Hemicenote          |      |         |             |
| Arboretum                 |      |         |             |
| Blister Pot               |      |         |             |
| Braunfels I               |      |         |             |
| Braunfels II              |      |         |             |
| Braunfels Reservoir       |      |         |             |
| BVWQ Gat                  |      |         |             |
| Columbarium Sink          |      |         |             |
| Deensgrot                 |      |         |             |
| Gamkarab                  |      |         |             |
| Gumses                    |      |         |             |
| Hermitage                 |      |         |             |
| ǀKharub AsKlicklaut       |      |         |             |
| Leeurante                 |      |         |             |
| Money Box Pot             |      |         |             |
| Mooihoek                  |      |         |             |
| Munsterland               |      |         |             |
| ǀNerab As                 |      |         |             |
| Orumana                   |      |         |             |
| Orupoko Nduvaka Ozongombe |      |         |             |
| Orupoko Onumbuyu I        |      |         |             |
| Orupoko Onumbuyu II       |      |         |             |
| Orupoko Onumbuyu III      |      |         |             |
| Orupoko Rondjou           |      |         |             |
| Otgrot                    |      |         |             |
| Parakietgat               |      |         |             |
| Raymond se gate           |      |         |             |
| Temple of Doom            |      |         | Karstsee    |
| Travertine                |      |         |             |
| Tsawisis                  |      |         |             |
| Tsumasa                   |      |         |             |
| Twyfelfontein Wondergat   |      |         |             |
| Unusib                    |      |         |             |
| Verspot (Johns-Höhle)     |      |         |             |
| Vredekoppies              |      |         |             |
| Wackdoom Abyss            |      |         |             |

### RegionOshikoto
| Höhle                    | Foto | Ausmaße                           | Anmerkungen                         |
| ------------------------ | ---- | --------------------------------- | ----------------------------------- |
| Breccia                  |      |                                   |                                     |
| Coetzee’s Bat Cavern     |      |                                   |                                     |
| Dante                    |      |                                   |                                     |
| Drachenhauchloch         |      |                                   | größter unterirdischer See der Erde |
| Ganachaams               |      |                                   |                                     |
| Gaub-Höhle               |      | 38 Meter tief, 2,5 Kilometer lang | Nationaldenkmal                     |
| Guinassee                |      |                                   | Karstsee                            |
| Harasib                  |      |                                   |                                     |
| Hellweghöhle             |      |                                   |                                     |
| Klein Nosib              |      |                                   |                                     |
| Kleine-Anfänge-Höhle     |      |                                   |                                     |
| Leopardenberghöhle       |      |                                   |                                     |
| Nosibhöhle               |      |                                   |                                     |
| Otjikotosee              |      |                                   | Karstsee                            |
| Pietsgat                 |      |                                   |                                     |
| Pofaddergat              |      |                                   |                                     |
| Rama Guano               |      |                                   |                                     |
| Rama                     |      |                                   |                                     |
| Schlechter’s Schlucht I  |      |                                   |                                     |
| Schlechter’s Schlucht II |      |                                   |                                     |
| Scorpion Maze Extension  |      |                                   |                                     |
| Scorpion Maze            |      |                                   |                                     |
| Shivute’s Pavianhöhle    |      |                                   |                                     |
| Taufbeckengrotte         |      |                                   |                                     |
| Tigerhöhle               |      |                                   |                                     |
| Windgat                  |      |                                   |                                     |

### RegionOtjozondjupa
| Höhle                   | Foto | Ausmaße | Anmerkungen |
| ----------------------- | ---- | ------- | ----------- |
| Gam                     |      |         |             |
| Asenheim                |      |         |             |
| Aigamas                 |      |         |             |
| Albathöhle              |      |         |             |
| Auros Bush Canyon       |      |         |             |
| Auros-Leopardenhöhle    |      |         |             |
| Auros Schwinde          |      |         |             |
| Einbruch II             |      |         |             |
| Einbruchshöhle          |      |         |             |
| Felsenmeerschacht       |      |         |             |
| Forchtenberger          |      |         |             |
| Gipfelschacht           |      |         |             |
| Grotta Ferraris         |      |         |             |
| Hamburger Absteig       |      |         |             |
| Highlandspot            |      |         |             |
| Höhle ohne Name         |      |         |             |
| Johannsgrot             |      |         |             |
| Kempten II              |      |         |             |
| Kempten III             |      |         |             |
| Kemptenhöhle            |      |         |             |
| Kimberlite-Höhle        |      |         |             |
| King                    |      |         |             |
| Komukanti               |      |         |             |
| Ludwig se grot          |      |         |             |
| Mambaschacht            |      |         |             |
| Marble Sink             |      |         |             |
| Märchenhöhle            |      |         |             |
| Obab                    |      |         |             |
| Otaviblick              |      |         |             |
| Portal                  |      |         |             |
| Pseudo-Kempten          |      |         |             |
| Rhizinus-Höhle          |      |         |             |
| Schokoladen             |      |         |             |
| Schräge Spalte          |      |         |             |
| Schweissloch-Höhle      |      |         |             |
| Terrysrust              |      |         |             |
| Totestal                |      |         |             |
| Uhlenhorst-Uhlmannhöhle |      |         |             |
| Uisib I                 |      |         |             |
| Uisib II                |      |         |             |
| Uisib III               |      |         |             |
| Wohnhöhle               |      |         |             |